# Anna Lubowicka
Anna Lubowicka z d. Mirecka ps. „Hanka-Barbara” (ur. 25 sierpnia 1910 w Ciechocinku, zm. 16 września 2003 w Warszawie) – harcerka, przed wojną pracowniczka PW, sanitariuszka kampanii wrześniowej 1939, żołnierz SZP w Warszawie, od 1940 łączniczka i kolporterka „Uprawy” w Koniecpolu, od 1942 łączniczka i sanitariuszka placówki AK Słupia Stara KObw. Opatów oraz Świętokrzyskich Zgrupowań Partyzanckich.

## Życiorys
Anna Mirecka urodziła się 25 sierpnia 1910 w Ciechocinku w rodzinie Eugeniusza i Heleny z d. Rossowiecka. 1 września 1919 rozpoczęła naukę w Gimnazjum Żeńskim im. Cecylii Plater-Zyberkówny w Warszawie, w którym w 1928 otrzymała świadectwo maturalne. Następnie podjęła studia na Wydziale ogrodniczym Szkoły Głównej Gospodarstwa Wiejskiego, które ukończyła 23 października 1937 z tytułem magistra ekonomiki rolno-ogrodniczej. Będąc uczennicą oraz studentką należała do harcerstwa.  Pełniła funkcję drużynowej, a następnie komendantki Chorągwi Warszawskiej Harcerek. W 1932 ukończyła Kurs Polskiego Czerwonego Krzyża dla Sióstr Pogotowia Sanitarnego. Od 1 września 1933 zaczęła pracować jako kreślarka i kalkulatorka w Instytucie Metalurgii i Metaloznawstwa  Politechniki Warszawskiej, gdzie pracowała do wybuchu wojny. Studia ukończyła w 1937 z tytułem inżyniera-ogrodnika i dyplomem, który wystawiono na nazwisko Anna Mirecka-Jankowska. Po śmierci matki zajmowała się również domem rodzinnym i 2 młodszego rodzeństwa.
Anna, 27 sierpnia 1939 została zmobilizowana i pracowała przy formowaniu czołówek sanitarnych w Zarządzie Okręgu Warszawskiego Korpusu Sióstr PCK. Od 5 września otrzymała przydział do pociągu sanitarnego nr 8, który był przeznaczony do obsługi twierdzy Modlin. Następnie została skierowana na oddział laryngologiczno-czaszkowy w Szpitalu Ujazdowskim, gdzie pracowała od 7 września 1939 do 30 maja 1940. W październiku 1939 została zaprzysiężona do SZP, otrzymując przydział do komórki legalizacyjnej. Jej przełożonym był pułkownik dr. Olgierd Pęski. Pod koniec maja 1940, zagrożona aresztowaniem, została skierowana przez płk. Pęskiego do Koniecpola, gdzie podjęła pracę buchalterki w majątku Ulesie. Tam 14 lipca 1940 została łączniczką ppor. Jarosława Tymowskiego ps. ,”Sas”, który był szefem konspiracyjnej organizacji ziemiańskiej „Uprawa” Oddział IV KG Armii Krajowej. Była także łączniczką i kolporterką Biuletynu Informacyjnego na terenie powiatów Koniecpol i Włoszczowa. Do końca czerwca 1942 pracowała w Ulesiu, a od początku lipca do końca kwietnia 1944 prowadziła gospodarstwo ogrodnicze w majątku Kunin, używając tam ps. „Hanka-Barbara” będąc łączniczką i sanitariuszką miejscowej placówki AK Słupia Stara, Obwód Opatów. Współpracując z dr. Lucjanem Dryllem, ps. Longin, przeprowadziła 5 kursów sanitarnych dla młodzieży akowskiej z sąsiednich placówek Obwodu AK Opatów. Od początku 1943 dla tworzących się oddziałów leśnych organizowała także kwatery oraz opiekę sanitarną. Od listopada 1943 prowadziła również skrzynkę kontaktową dla Świętokrzyskich Zgrupowań Partyzanckich „Ponury”, a następnie „Nurt” (późniejszego 2 pułku piechoty Legionów Armii Krajowej). Była również łączniczką tych Zgrupowań z komendą AK Włoszczowa oraz komendą Okręgu Radomsko-Kieleckiego. Od rozpoczęcia akcji „Burza” do 17 listopada 1944 pełniła funkcję sanitariuszki i łączniczki I batalionu 2 pp. Leg. AK. Uczestniczyła bezpośrednio w kilku znacznych bitwach swojego oddziału, aż do momentu zdemobilizowania batalionu „Nurta”. Od tego momentu pracowała w szpitalu RGO w Brzeziu k. Jędrzejowa, w którym opiekowała się rannymi i chorymi żołnierzami 2 pp Leg. AK, których poprzywoziła z kwater znajdujących się po wsiach i ze szpitala w Jędrzejowie, ponieważ mogli być aresztowani przez gestapo. W szpitalu pracowała jeszcze do maja 1945, aż do wejściu wojsk sowieckich.
Sierżant  Anna Lubowicka została odznaczona przez Dowódcę Armii Krajowej na wniosek Komendanta Okręgu dnia 1 stycznia 1945 Krzyżem Srebrnym Orderu Wojennego Virtuti Militari - za przewiezienie 3 tysięcy zrzutowych dolarów w grudniu 1944 z miejsca zrzutu w Czaryżu do komendy Okręgu „Jodła” w Kielcach oraz za wywiezienie ze szpitala w Jędrzejowie i przewiezie do Wodzisławia czterech rannych będących pod nadzorem gestapo - z uzasadnieniem Za wyróżniające się męstwo w służbie w warunkach bojowych w okresie konspiracji i podczas walk Armii Krajowej na terenie Okr. Radomskiego.
W maju 1945, w związku z poszukiwaniem jej przez UB, wyjechała do Nowej Wsi, pow. Grójec, gdzie w 1945 powtórnie wyszła za mąż za pchor. AK Jerzego Lubowickiego. Od 5 sierpnia 1945 do 30 czerwca 1948 wykonywała pracę w gospodarstwie doświadczalnym SGGW jako administrator. Od 1 lipca 1948 do końca listopada 1950 była administratorką gospodarstwa SGGW w Krosnej, pow. Pruszków. Po kilkuletniej przerwie powróciła do pracy zawodowej, podczas której zajmowała do 20 marca 1956 stanowisko starszego radcy w Ministerstwie Gospodarki Komunalnej. Do 30 kwietnia 1959 była kierownikiem Zieleni Osiedlowej Warszawskiej Spółdzielni Mieszkaniowej. Jej ostatnim miejscem pracy był Wydział Zieleni Łazienek Królewskich, w którym jako naczelnik pracowała do 31 marca 1971, kiedy to w kwietniu odeszła na emeryturę.
Społecznie pracowała dużo w NOT. W 1957 wyznaczona została na sekretarza Środowiska Świętokrzyskich Zgrupowań Partyzanckich „Ponury-Nurt”. Za jej działalność zawodową odznaczono Annę Złotym Krzyżem Zasługi oraz Krzyżem Kawalerskim Orderu Odrodzenia Polski. Od 2002 była członkinią Klubu Kawalerów Orderu Wojennego Virtuti Militari. 
Zmarła 16 września 2003 w Warszawie.

## Odznaczenia
- Krzyż Srebrny Orderu Wojennego Virtuti Militari[a][4] – 1 stycznia 1945,
- Medal Wojska – 1948,
- Krzyż Walecznych – 1965,
- Krzyż Armii Krajowej – 1968,
- Odznaka Zgrupowania Partyzanckiego AK „Ponury-Nurt” – 1982,
- Krzyż Kampami
Wrześniowej 1939 – 1985,
- Złoty Krzyż Zasługi,
- Krzyż Kawalerski Orderu Odrodzenia Polski.